# Anxi, Sichuan
Anxi (kinesiska: 安西镇, 安西) är en köping i Kina. Den ligger i provinsen Sichuan, i den sydvästra delen av landet, omkring 42 kilometer sydväst om provinshuvudstaden Chengdu. Antalet invånare är 12 801. Befolkningen består av 6 354 kvinnor och 6 447 män. Barn under 15 år utgör 12,0 %, vuxna 15-64 år 76 %, och äldre över 65 år 11,0 %.
Genomsnittlig årsnederbörd är 1 367 millimeter. Den regnigaste månaden är juli, med i genomsnitt 383 mm nederbörd, och den torraste är januari, med 12 mm nederbörd.